# Olga Magidenko
Olga Magidenko (russisch Ольга Магиденко; wiss. Transliteration Ol'ga Magidenko; geb. 1954 in Moskau) ist eine russische Komponistin und Pianistin, die seit 1994 in Deutschland lebt.

## Leben
Magidenko studierte am Moskauer Konservatorium Klavier bei Lew Wlassenko und Komposition bei Aram Chatschaturjan. Von 2013 bis 2014 lehrte sie Komposition an der Biola University in La Mirada, Kalifornien, USA. Ihr musikalisches Œuvre umfasst Werke verschiedener Gattungen.
Magidenkos hat einen Sohn aus der Ehe mit Alexander Michailowitsch Raskatow.

## Werke (Auswahl)
- Der goldene Schlüsselchen op.1 - Suite, 1967 für Klavier (nach dem Märchen von Alexei Tolstoj)
- Traum op. 10 für Stimme und Klavier (1977)
- "Ostinato", Sinfonie Nr. 1, op. 13 (1979)
- Spagnolo op. 21 für Kontrabass solo
- "Pianto", Sinfonie Nr. 3, op. 23, für Streichorchester, Celesta, Schlagzeug und Orgel (1983)
- Puls op. 18 - Variationen für Percussion-Ensemble, 1983
- Schamanische Musik op. 32 für Orgel und Schlagzeug (1991)
- Kontraste op. 33 (1992) für Klavier
- Das Gebet op. 97 für gemischtes Chor a capella
- Ragtime aus op. 58 für Violine und Klavier
- Tschastuschki op. 56 für Stimme und Klavier mit 2 Mundharmoniken
- Rock’n’Roll op. 82 für Klavier mit 4 Händen, 2003
- Bauernhof op. 88 (2009) für Klavier
- Kleine Sonatine op. 89 für Klavier solo